# Memoranda Societatis pro Fauna et Flora Fennica
Memoranda Societatis pro Fauna et Flora Fennica (abreviado Memoranda Soc. Fauna Fl. Fenn.) es una revista científica con ilustraciones y descripciones botánicas que es publicada en Helsinki desde (1924/25+), 1927 hasta ahora. Fue precedida por Meddelanden af Societas pro Fauna et Flora Fennica.